# Santa Creu de Torèn
La Santa Creu de Torèn és una antigam església parroquial, del poble de Torèn, pertanyent al municipi de Saorra, de la comarca del Conflent, a la Catalunya del Nord. Està situada al seu extrem nord-oest del poble de Torèn a uns tres-cents metres del castell, amb el qual seria connectat per un subterrani que eix de la cripta.
És un edifici senzill, amb façana a ponent, absis a llevant, construït amb pedra local. Mesura aproximadament tretze metres per set. Les parets tenen un gruix d'1,30 m, el que és considerable per a un edifici tan menut. Consta d'una nau rectangular amb volta de canó prolongada per un absis semicircular, una mica més estret, obert en un cul de quatre del qual està separat per un arc apuntat. La façana de ponent està rematada per un campanar d'espadanya. És el segon campanar, hi ha traces d'un primer al punt d'unió de la nau amb l'absis. La teulada està coberta amb lloselles. L'entrada es fa per una obertura semicircular al mur de migjorn.
S'hi conserva una estàtua de la Mare de Déu de fusta de vern policromada, d'estil romànic però de facció al segle xiv, que hauria contingut una estella de la veracreu. Va ser robada el maig 1966 per dos antiquaris perpinyanesos i va ser retrobada un any després a Pau.
L'édifici era en un estat ruïnós fins que l'associació «Les amis de la chapelle de Thorrent», fundat el 1986 ha començat a mobilitzar-se per restaurar i organitzar-hi activitats.